# Internetaktivism
Internetaktivism (även känt som cyberaktivism, digital aktivism, e-aktivism med mera) avser ett medvetet användande av olika tjänster på internet, bland annat Twitter, Facebook, Youtube, e-mail och podcast, för aktivistsyften av olika slag. Genom dessa medier underlättas en snabb kommunikation och ett snabbt spridande av budskap till stora skaror människor, både sympatisörer och potentiella sympatisörer.